# Paráfrasis de Sem
La Paráfrasis de Semem es el primero de los cinco tratados contenidos en Códice VII, 1-49 de Nag Hammadi. 

## Género y contenido
Este documento es principalmente un apocalipsis, con un marco narrativo que describe la subida del visionario, Sem, hijo de Noé (1,5 b - 16a), y su transformación siguiente en un ser celeste al final de su experiencia extática. La revelación está relacionada por Derdekeas, el hijo de la luz infinita, y empieza con una larga cosmogonía y antropología (1, 16b - 24, 29a), que es seguida por una interpretación de la historia de la salvación centrada en la inundación (24, 29b - 28, 8a), la destrucción de Sodoma (28, 8b - 30, 4a), el bautismo del Salvador (30, 4b - 38, 28a), y su regreso a las esferas celestes en medio de su crucifixión (38, 28b - 40, 31a). La enseñanza concluye con una indicación a Sem respecto a su misión sobre tierra (40, 31b - 41, 21a). A esto el apocalipsis añade un discurso escatológico inicial proclamado por Derdekeas (42, 11b - 45, 31a), una descripción del ascenso a los eones de Sem (45, 31b - 47, 32a), un segundo discurso escatológico, una indicación final de Derdekeas a Sem (48, 30b - 49, 9) y una especie de conclusión (47, 32b - 48, 30a).

## Influencias
El tratado da forma a una cosmovisión coherente dibujada a partir de la Biblia, el estoicismo, y el Platonismo intermedio, especialmente Numenio de Apamea y los oráculos de Caldea. También plagia muchos elementos de otros sistemas Gnósticos, particularmente el Valentiniano, pero la síntesis final es totalmente original y anticipa muchos aspectos de Maniqueísmo.
La paráfrasis de Sem ha sido relacionada con La Paráfrasis de Set, a la que Hipólito hace referencia en su nota sobre los Setitas (Elencos, V, 19-23). Una comparación detallada de los dos sistemas, sin embargo, revela que cualquier semejanza en la terminología y las ideas de los dos sistemas puede ser explicada por el mismo entorno cultural. Ningún texto podía haber suministrado una base para el otro y es igualmente superfluo apelar a una fuente común o escuela.

## Autor y fecha de composición
No tenemos información con respecto al origen del trabajo o su escritor. Sin embargo, el texto mismo da algunas señales, particularmente sus conexiones con Bardesanes de Edessa y Mani, que apuntan hacia Siria oriental. Puede situarse en un período en el que los sistemas Gnósticos más importantes ya estaban establecidos y cuando la polémica en contra de la gran iglesia estaba en su máximo apogeo, es decir, en torno a la primera mitad del siglo III.
- Datos: Q2709629